# Rösjön (Lima socken, Dalarna)
Rösjön är en sjö i Malung-Sälens kommun i Dalarna och ingår i Dalälvens huvudavrinningsområde. Sjön är 8 meter djup, har en yta på 0,604 kvadratkilometer och befinner sig 419,1 meter över havet. Vid provfiske har abborre, gädda, mört och öring fångats i sjön.

## Delavrinningsområde
Rösjön ingår i det delavrinningsområde (676263-136417) som SMHI kallar för Utloppet av Rösjön. Medelhöjden är 467 meter över havet och ytan är 7,05 kvadratkilometer. Det finns inga avrinningsområden uppströms utan avrinningsområdet är högsta punkten. Vattendraget som avvattnar avrinningsområdet har biflödesordning 4, vilket innebär att vattnet flödar genom totalt 4 vattendrag innan det når havet efter 427 kilometer. Avrinningsområdet består mestadels av skog (65 procent) och sankmarker (16 procent). Avrinningsområdet har 0,61 kvadratkilometer vattenytor vilket ger det en sjöprocent på 8,6 procent.